# Order Mohameda Alego
Order Mohameda Alego (arab. Nishan al-Muhammad 'Ali, نيشان محمد علي) – najwyższy order Sułtanatu i Królestwa Egiptu, ustanowiony przez pierwszego sułtana Egiptu Husajna Kamila na cześć jego pradziada, pierwszego egipskiego kedywa (wicekróla) Muhammada Alego. Nadawany był w latach 1915–1953 głowom państw i rodzinom zagranicznych królewskich rodów, a także piętnastu członkom rodziny egipskiego monarchy. 
Mógł zostać przyznany na łańcuchu orderowym lub wielkiej wstędze (w obu wersjach z gwiazdą orderową) oraz w postaci komandorii (odznaka orderowa na wstędze wieszanej na szyi). 
Z orderem połączony był Medal Orderu Mohameda Alego (srebrny i złoty, mocowany do wstążki przypinanej do piersi), który był nadawany za waleczność wojskową.